# Léon Comerre
Léon-François Comerre (Trélon, 10 ottobre 1850 – Le Vésinet, 1916) è stato un pittore e scultore francese.
Fu un artista accademico orientalista. Era lo zio di Albert Gleizes.

## Biografia

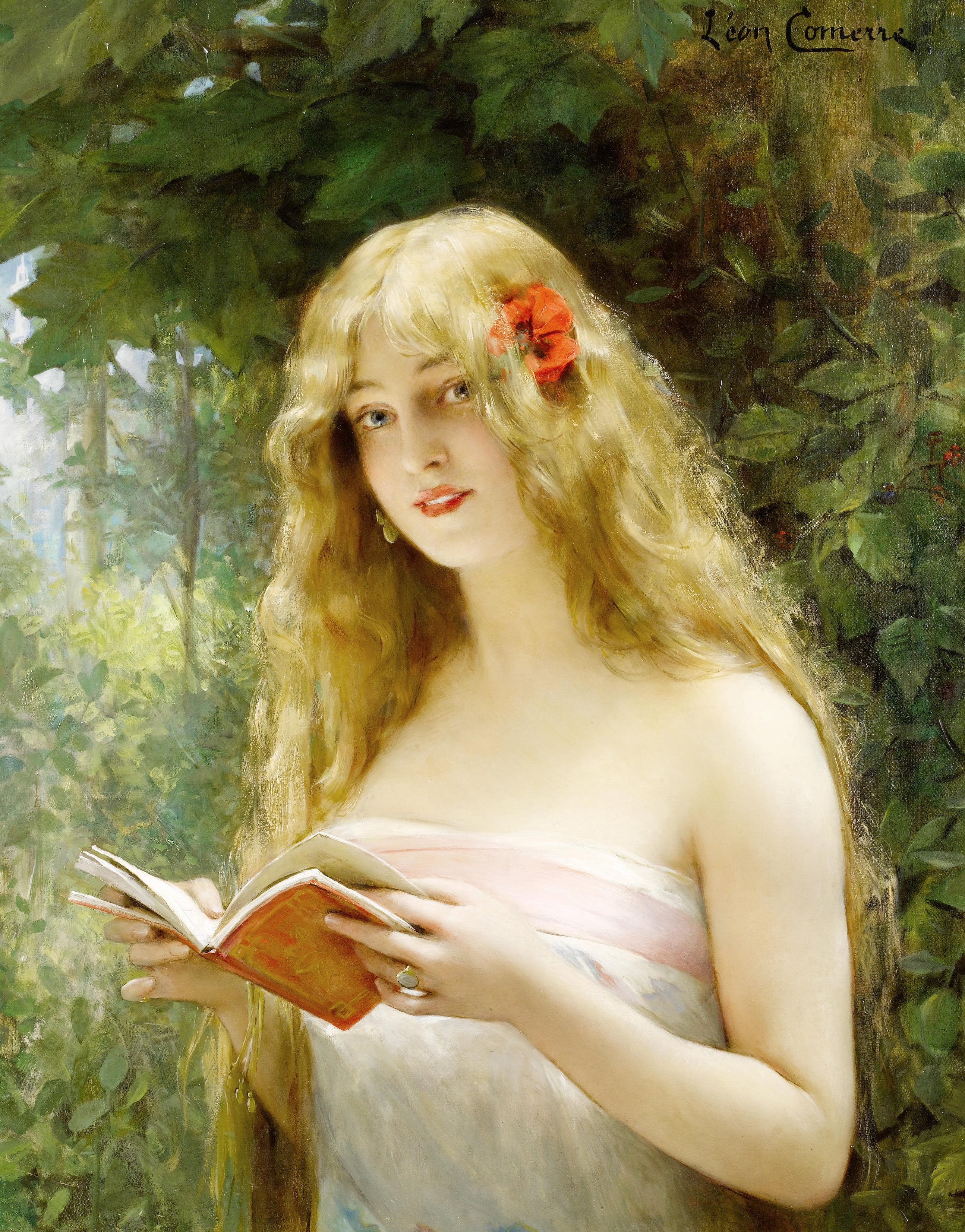
La bella che legge

Léon-François Comerre era figlio di Oscar-Louis, insegnante, e di Appoline Knorr. Nel 1853, tre anni dopo la sua nascita, tutta la famiglia si trasferì a Lilla. Molto presto, in età giovanile, egli manifestò un vivo interesse per l'arte e s'impegnò negli studi artistici, divenendo allievo di Alphonse Colas.
A diciassette anni ottenne una Medaglia d'oro dall'Accademia di Lilla e una Borsa di studio dal Dipartimento del Nord che gli permise di continuare i suoi studi a Parigi. Nel 1868, infatti, entrò come allievo-apprendista nell'atelier di Alexandre Cabanel, del quale subì l'influenza "orientalista". In seguito fu ammesso all'Scuola di Belle arti di Parigi, dove fu gratificato dalla "Grande médaille d'émulation" conferitagli dal Ministro delle Belle arti.
Arruolato nell'Esercito a causa della Guerra franco-prussiana del 1870, non appena ebbe il congedo riprese a dipingere e l'anno seguente, per la prima volta,
espose al Salon de Paris con un ritratto intitolato "L'italiana", ma non fu notato. Si ripresentò, allora, tre anni dopo, con lo stesso dipinto, ma dovette aspettare il 1875, per ottenere una Medaglia di 3ª classe con il quadro "Cassandra".  Contemporaneamente, a partire dal 1872, tentò ogni anno di aggiudicarsi il prix de Rome, giungendo sempre nella cerchia dei favoriti. Lo vinse, finalmente, nel settore "pittura storica", proprio in quel fortunato 1875, con la tela:  "L'annuncio degli angeli ai pastori". Partì quindi alla volta di Roma, dopo un breve soggiorno in Belgio e nei Paesi Bassi.
La città di Lilla, onorata dal fatto che uno degli allievi della sua Scuola Accademica avesse vinto per la prima volta il prestigioso premio, gli donò una Medaglia d'oro.
Soggiornò dunque a Villa Medici dal gennaio del 1876 al dicembre del 1879. Durante la sua permanenza a Roma inviò in Francia tre tele: nel 1878 "Jézabel divorata dai cani" e "Giunone", e nel 1879 "Il leone innamorato".
Tornato a Parigi, visse e lavorò per quattro anni in un appartamento privato in rue Ampère, dove occupava un piccolo studio inadatto alle sue esigenze. Trovò poi l'atelier cui aspirava a Le Vésinet, un sobborgo di Parigi, e ne affidò l'arredamento e la ristrutturazione all'architetto Louis Gilbert. 

Dal 1884 vi si recò tutte le settimane, ma finì poi col trasferirvisi con tutta la famiglia e vi restò sino alla fine dei suoi giorni. A partire dal 1904 sino al 1908, fu anche eletto Consigliere comunale nel Municipio della cittadina.
Nel 1885 vinse il Premio dell'Expo di Anversa. Altri premi e riconoscimenti gli furono poi assegnati negli Stati Uniti (1876) e in Australia nel 1881 e nel 1897. Espose anche a Londra, sia alla Royal Academy che alla Royal Society of Portraits Painters, nonché a Glasgow, presso il Glasgow Institute of Fine Arts. Nel 1903 fu nominato Ufficiale della Legion d'Onore.
Léon Comerre morì a 66 anni nella sua casa di Le Vésinet.
Sua moglie, Jacqueline Comerre-Paton (1859-1955), fu anch'ella una valida pittrice. Divenuta vedova, donò alla città di Trélon, città natale di Comerre, una deliziosa sua opera: "La bambola di Cosette" o "Cosette addormentata". Suo figlio Maxime, inoltre, acquistò nel 1928 una piccola casa nello stesso Comune. Il Comune, a sua volta, acquistò nel 2003 otto quadri di Comerre che erano stati messi in vendita dalla nipote dell'artista, Denise Lion-Comerre, assieme a tutto il contenuto dell'atelier del nonno.
Les Presses Artistiques di Parigi hanno pubblicato nel 1980 un catalogo ragionato delle opere di Léon Comerre.

## Opere
Elenco incompleto.

Al 1º gennaio 2013, circa 500 tele e 200 disegni risultano venduti nel corso di diversi anni.

### Dipinti

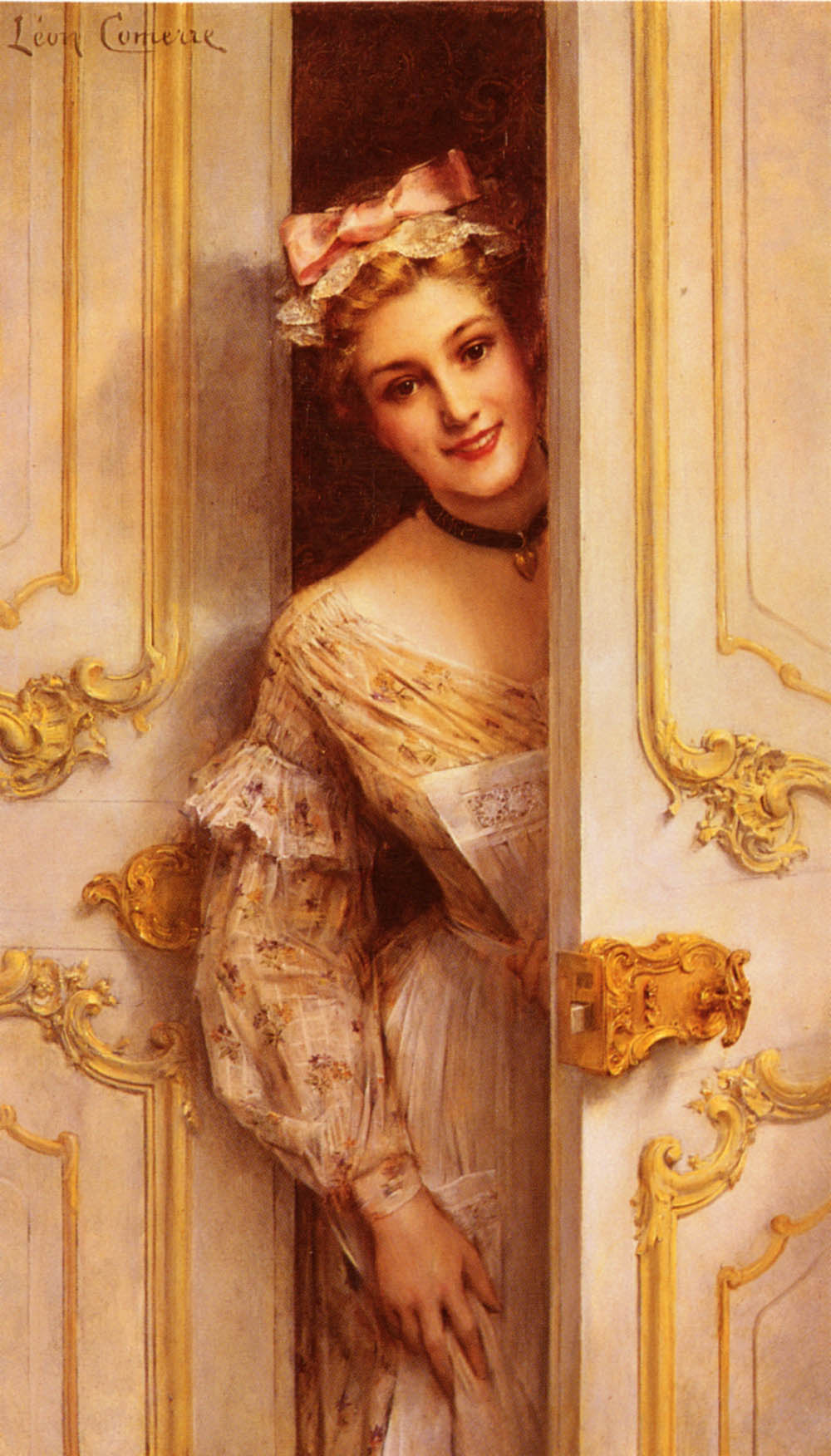
La bella cameriera

- 1871   -   l'Italienne  - (Salon del 1871)
- 1874   -   Portrait de Albert Darcq, sculpteur  - (Salon del 1874)
- 1875   -   L'Annonce aux bergers  - (Primo Grand Prix de Rome, Medaglia d'Oro della città di Lilla, conservata presso l'"École nationale supérieure des beaux-arts de Paris")
- 1875   -   Cassandre  - (Salon del 1875, Medaglia di 3ª Classe)
- 1878   -   Portrait du sculpteur Alfred Lanson (1851-1916)  - Con dedica: Al mio amico Lanson/ Ricordo della Villa Madicis/Léon Comerre/1878/Roma - Museo d'Orsay, Parigi.
- 1878   -   Jézabel dévorée par les chiens
- 1878   -   Junon
- 1879   -   Le Lion amoureux
- 1879   -   Portrait de la femme à la mantille
- 1880   -   Portrait de Jeune Fille
- 1881   -   Samson et Dalila  - (Medaglia di 2ª Classe al Salon des artistes français del 1881) - Museo di Belle arti di Lilla
- 1882   -   Albine morte  -  Museo di Belle arti di Caen
- 1882   -   Une étoile
- 1883   -   Silène et les Bacchantes  - Museo di belle arti di Marsiglia
- 1883   -   La Sérénade o Pierrot chantant, assis sur une table
- 1883   -   Portrait de Mlle Consulo Fould  - (Figlia del banchiere Achille Fould,  futura marchesa di Grasse e fondatrice del Museo Roybet-Fould de Courbevoie, Collezione Galerie de Souzy)
- 1884   -   Madeleine
- 1884   -   Pierrot jouant de la mandoline - Museo del Louvre, in deposito al Museo Dipartimentale delle Hautes-Alpes, Gap
- 1885   -   Portrait de Mme D
- 1886   -   L'Été - L'Automne - Pannelli del Municipio del 4º arrondissement di Parigi
- 1886   -   Portrait de Mme Louise Théo
- 1887   -   Portrait de Raphaël Duflot dans le rôle de Don Carlos  - (Salon del 1887)
- 1887   -   Portrait de Jacques Vincent
- 1888   -   Le Printemps, le Destin et l'Hiver - Trittico
- 1890   -   Madame Moreau de la Tour , nata Louisa de Gessler - (Salon des Artistes Français del 1890)
- 1890   -   Étude de nu
- 1890   -   Bain à l'Alhambra
- 1891   -   Portrait de M.  M.A. Lefort - (Salon del 1891)
- 1897   -   Portrait d'enfant  - (Salon del 1897)
- 1903   -   À bicyclette au Vésinet  - Museo del Petit Palais
- 1911   -   Le Déluge
- 1914   -   En l'absence du peintre
- 1886   -   L'Été et L'Automne - Due pannelli

### Disegni, acquarelli, pastelli
- 1883 -  Pierrot chante les louanges du vin Mariani - Disegno pubblicitario con dedica, in  Figures Contemporaines , tomo VIII.
- n. d.  -  Odalisque à la peau de lion - Pastello su carta.

### Opere non datate

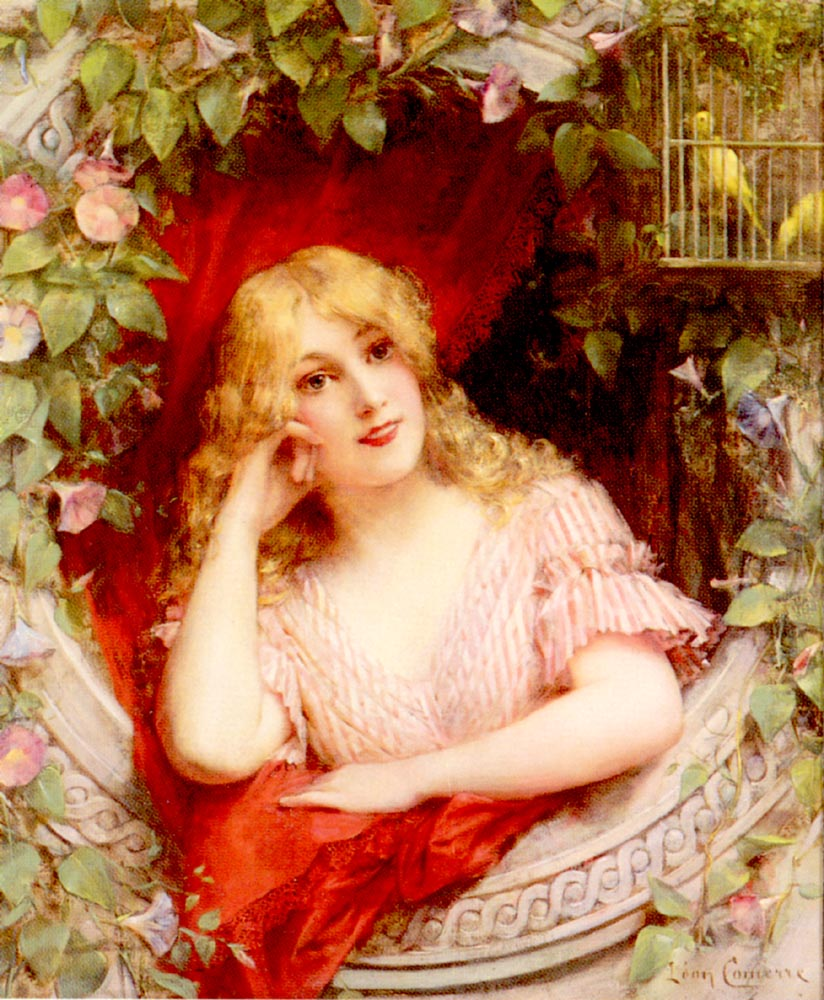
Glorie del mattino

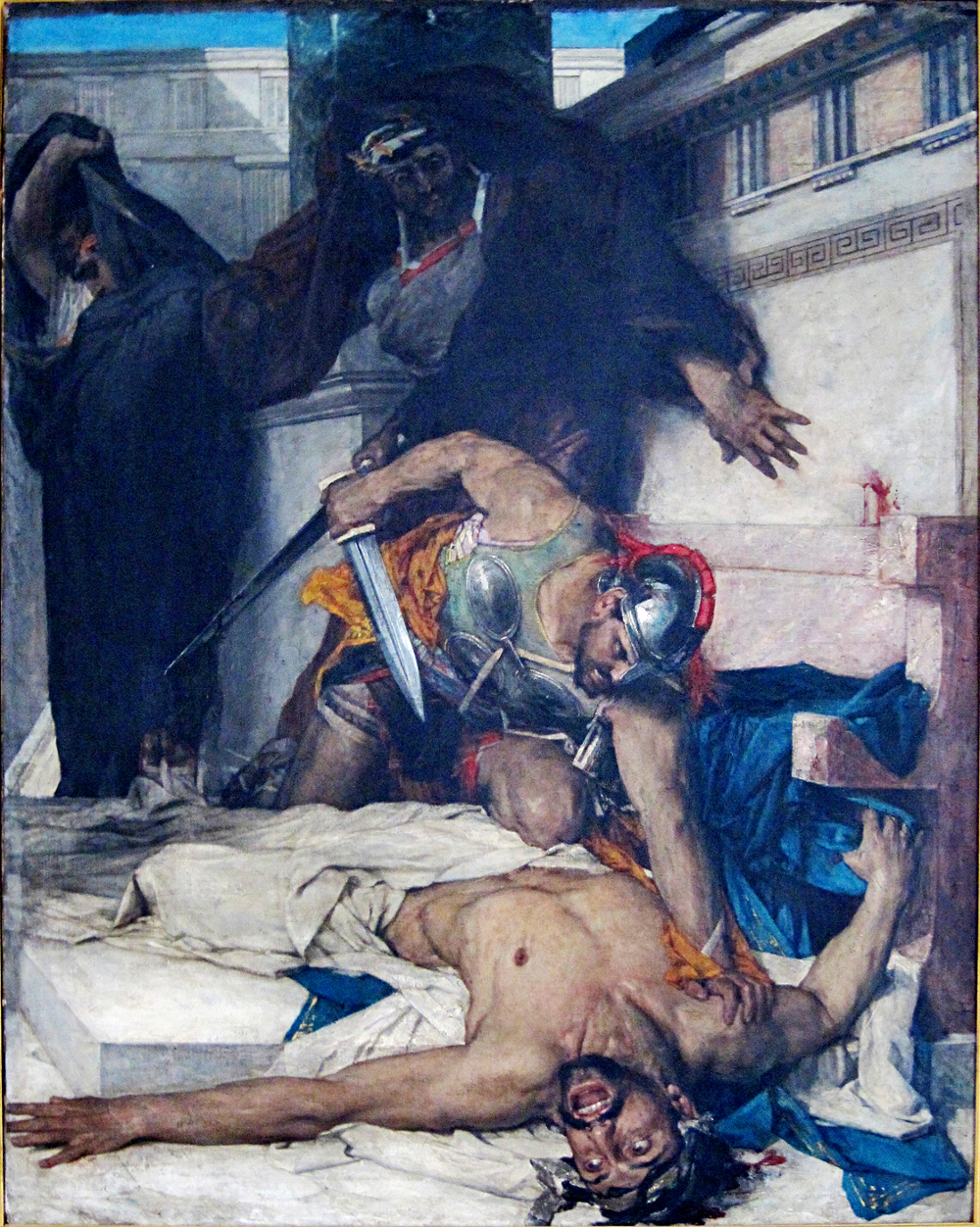
Morte di Timofane

- -   Jeune femme à la couronne d'or
- -   Portrait de Suzanne Hudelo
- -   Le Triomphe du Cygne
- -   Pluie d'or
- -   Danae  - (stesso soggetto di Pluie d'Or rovesciato)
- -   Luna
- -   Beauté orientale
- -   Odalisque au tambourin  o  Les Coquelicots
- -   Judith
- -   Portrait de la ballerine Rosita Mauri
- -   Almée
- -   Portrait présumé de l'actrice Aimée Tessandier
- -   La joueuse de kouira - Galleria di Souzy
- -   La bulle de savon
- -   Gloire du matin
- -   Capeline de velours vert
- -   La loge de la ballerine  - Galleria di Souzy
- -   Le Rhône -  La Saône - 8 pannelli per la Prefettura del Rodano a Lione
- -   André
- -   Le Modèle
- -   Femme nue au chien
- -   Chien assis
- -   Jeune fille  - Olio su legno
- -  Soffitto del Municipio del 4º arrondissement di Parigi.
- -   Phèdre et Célimène , Théâtre de l'Odéon - Decorazione del  "petit foyer"
- -  Pannelli decorativi per l'Anfiteatro d'Archeologia della  Sorbona
- -   La Musicienne
- -   Le manteau légendaire
- -   Femme nue endormie avec un paon faisant le roue
- -   Odalisque
- -   Martyr de Thomas Becket - Municipio di Trélon
- -   La poupée de Cosette - Municipio di Trélon
- -   Le Déluge - Museo di Belle arti di Nantes
- -   Le Clin d'œil
- -   La Petite fille au cerceau
- -   Le Chapeau à plumes
- -   Étude de tête féminine sur fond bleu
- -   Femme en tenue de bal
- -   Femme au chapeau noir
- -   Géo en clown blanc
- -   La Danseuse
- -   Odalisque à l'éventail
- -   Portrait d'Edmond Pilon

## I Salon
- 1871  - Salon des artistes français : L'Italienne
- 1874  - Salon :  Portrait de Monsieur Darcq
- 1875  - Salon : Cassandre
- 1878  - Salon :  Junon  -  Jézabel dévorée par les chiens
- 1879  - Salon :  Le Lion amoureux
- 1881  - Salon des artistes français :  Samson et Dalila
- 1882  - Salon des Artistes Français :  Albine morte
- 1884  - Salon des Artistes Français :  Pierrot  -  Madeleine
- 1886  - Salon des Artistes Français :  Mme Louise Théo  -  Été  - Automne
- 1887  - Salon des Artistes Français :  Raphaël Duflot
- 1888  - Salon des Artistes Français :  Le Printemps, Le Destin et l'Hiver  - Trittico
- 1890  - Salon des Artistes Français :  Bain à l'Alhambra  -  Madame Moreau de la Tour
- 1891  - Salon des Artistes Français :  Portrait de M. A. Lefort
- 1894  - Salon des Artistes Français :  Le Rhône et la Saône  -  Decorazione per la Prefettura del Rodano

## Esposizioni, mostre
- 1876  - Esposizione a Filadelfia
- 1879  - Esposizione a Sydney
- 1880  - Esposizione a Melbourne
- 1885  - Esposizione universale di Anversa: Medaglia d'Onore
- ....  - Londra: Accademia reale
- ....  - Londra: Società reale dei pittori ritrattisti
- ....  - Istituto di Belle arti di Glasgow

## Musei e monumenti
- Sala delle Feste del Municipio del 4º arrondissement di Parigi : L'Eté et L'Automne
- Prefettura del Rodano, Lione :  Le Rhône -  La Saône - (pannelli)
- Museo del Petit Palais :  En bicyclette au Vézinet
- Museo di Belle arti di Lilla : Samson et Dalila
- Museo di belle arti di Marsiglia :  Silène et Bacchantes
- Museo di Belle arti di Nantes :  Le Déluge
- Museo Dipartimentale delle Hautes-Alpes a Gap: Pierrot - (Louvre)
- Museo di Belle arti di Caen :  Albine morte
- Museo di Budapest :  Arachne
- "École nationale supérieure des beaux-arts" :  L'Annonce aux bergers - Grand Prix de Rome 1875.
- Museo del Louvre :  Pierrot * Théâtre de l'Odéon :  Phèdre et Célimène
- La Sorbona (Anfiteatro) : Pannelli decorativi
- Città di Trélon : Tavolozza dell'artista  -  Martyr de Thomas Becket -  La poupée de Cosette - Étude de tête féminine sur fond bleu -  Le Chapeau à plumes  - La petite fille au cerceau  - Le clin d'œil -  Femme en tenue de bal  - Femme au Chapeau noir -  Géo en clown blanc.

## Premi
- 1867  - Medaglia d'Oro all'Accademie di Lilla
- 1872  - Secondo al secondo Prix de Rome
- 1874  - Primo al secondo Prix de Rome
- 1875  - Medaglia di 3ª Classe al "Salon de Paris" con il quadro : Cassandre
- 1875  - Primo al Prix de Rome:  L'Annonce faite aux bergers
- 1875  - Medaglia d'Oro della città di Lilla per l'opera : L'Annonce faite aux bergers
- 1876  - Medaglia a Filadelfia
- 1879  - Medaglia a Sydney
- 1880  - Medaglia a Melbourne
- 1881  - Medaglia di 2ª Classe al "Salon des artistes français" per l'opera : Samson et Dalila
- 1885  - Medaglia d'onore all'Expo di Anversa

## Onorificenze
- 1885 -  Cavaliere della Légion d'honneur
- 1903 -  Ufficiale della Légion d'honneur

## Galleria d'immagini

### Figure femminili

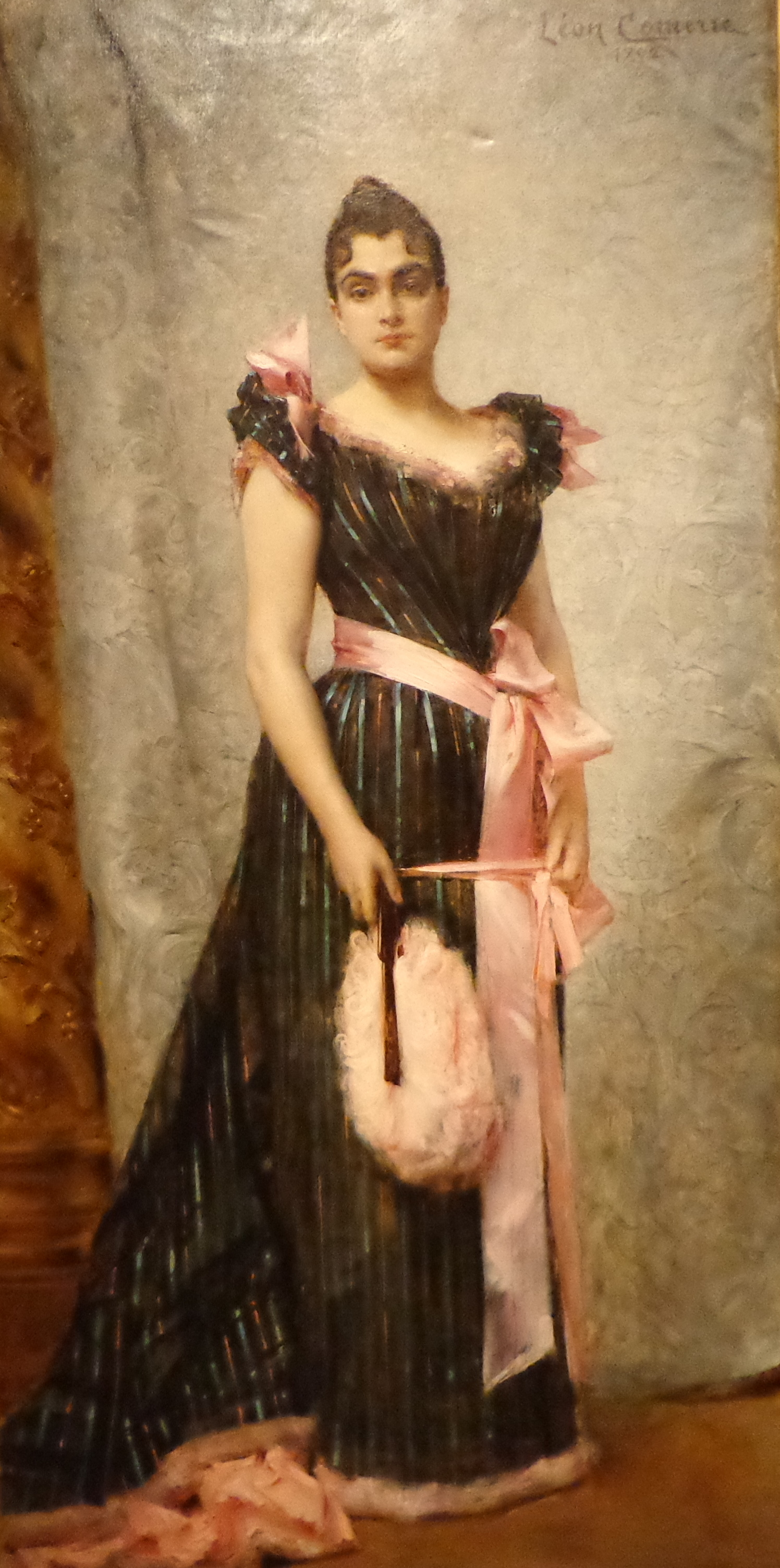
La moglie dell'artista
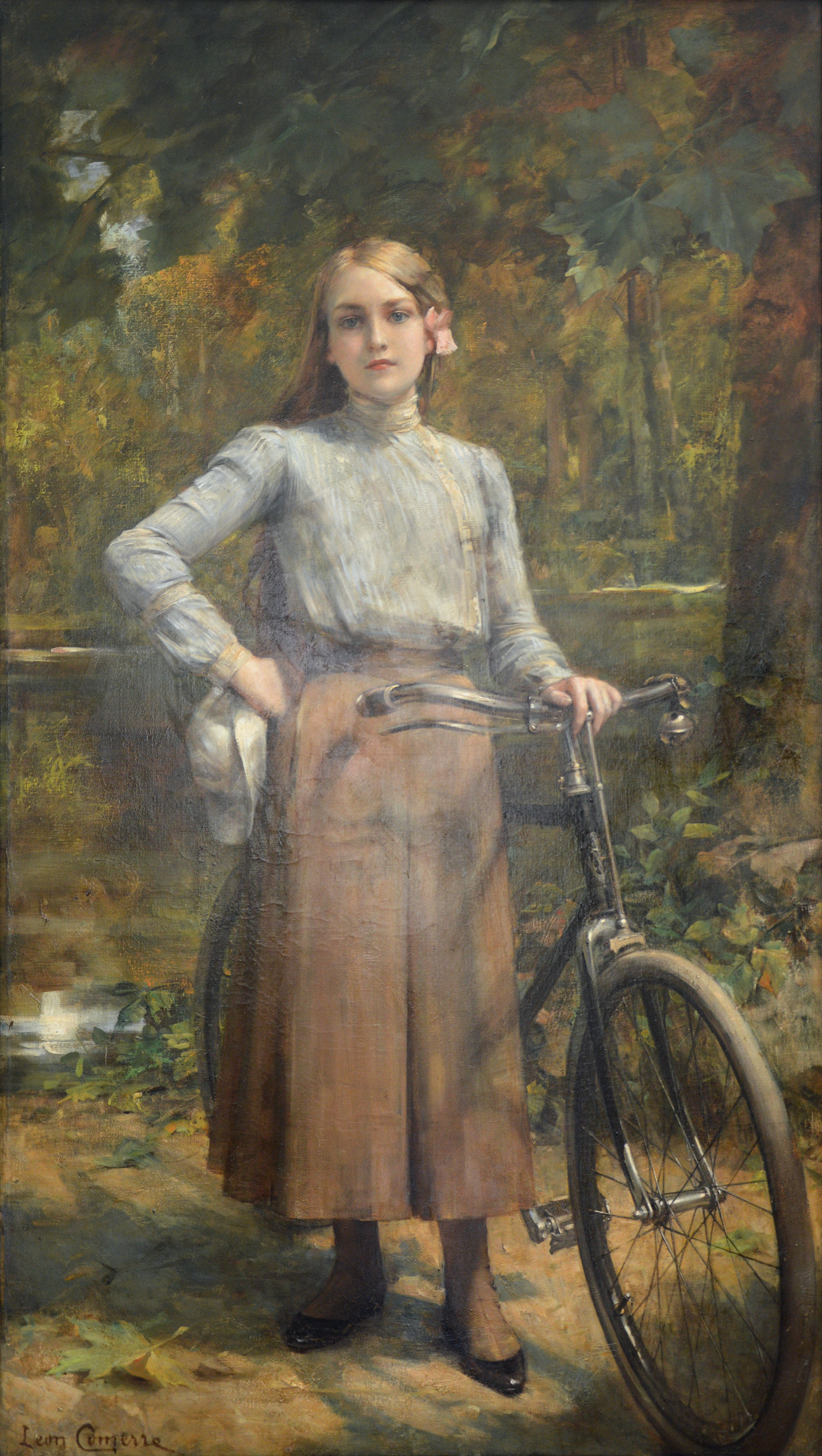
In bicicletta a Vesinet
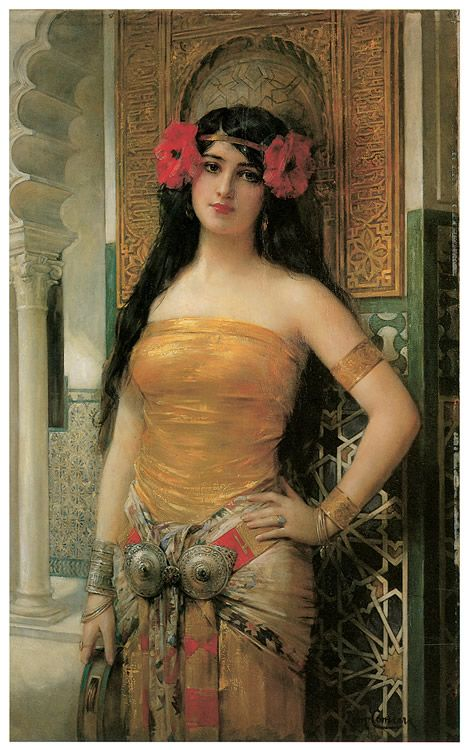
L'odalisca col tamburello
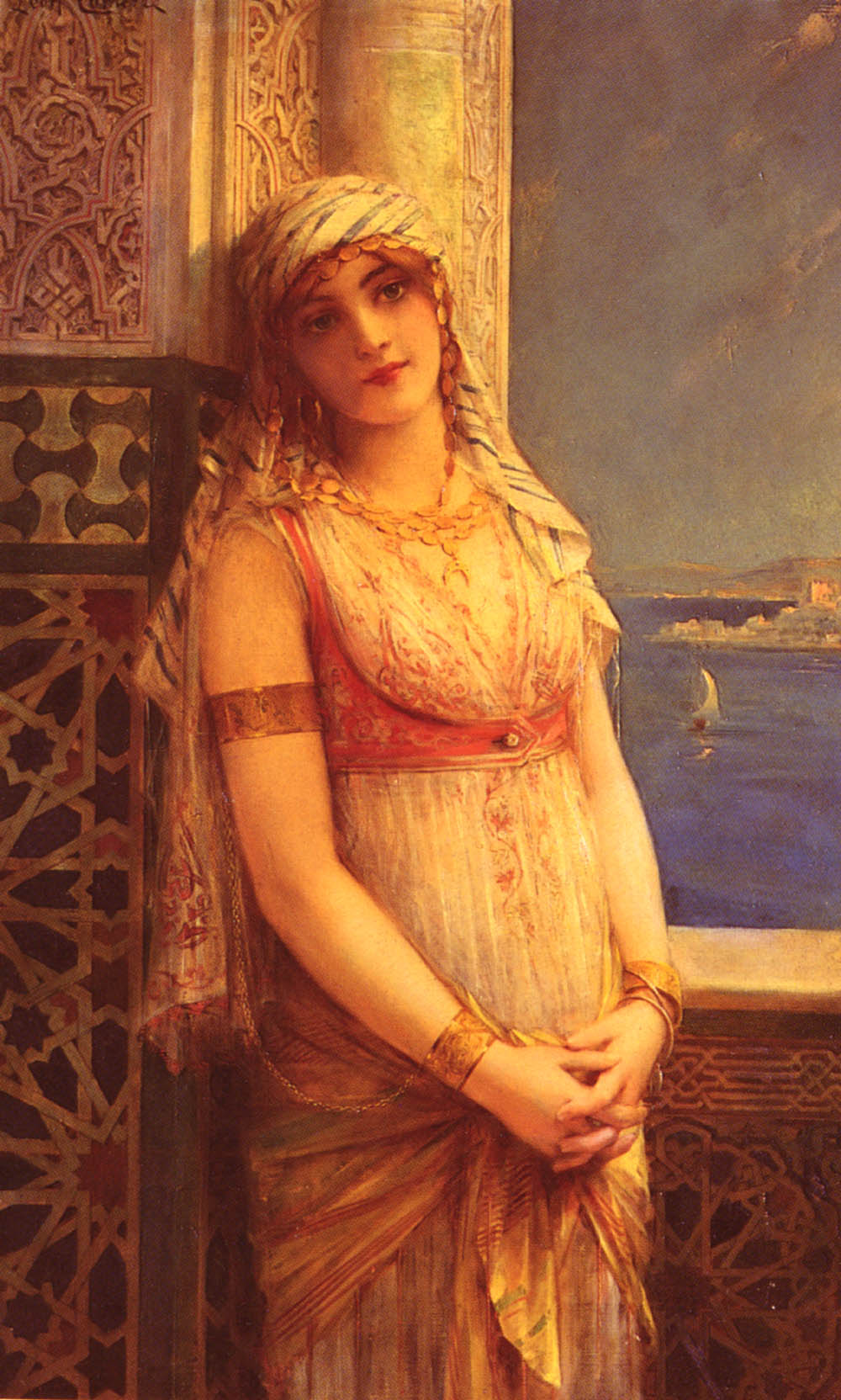
Bellezza orientale
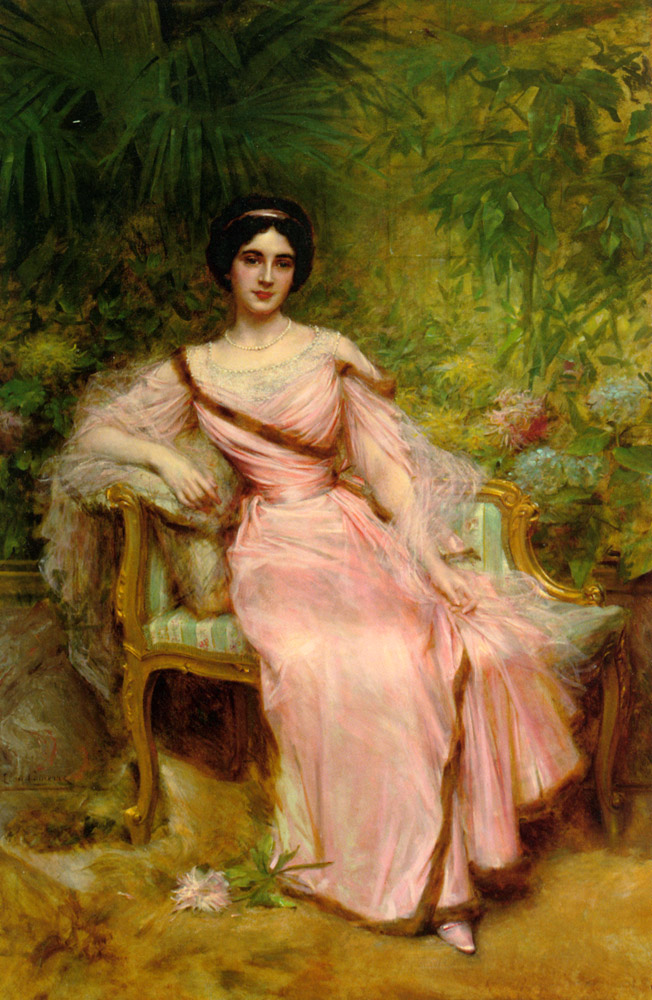
Susanna Hudelo

### Nudi

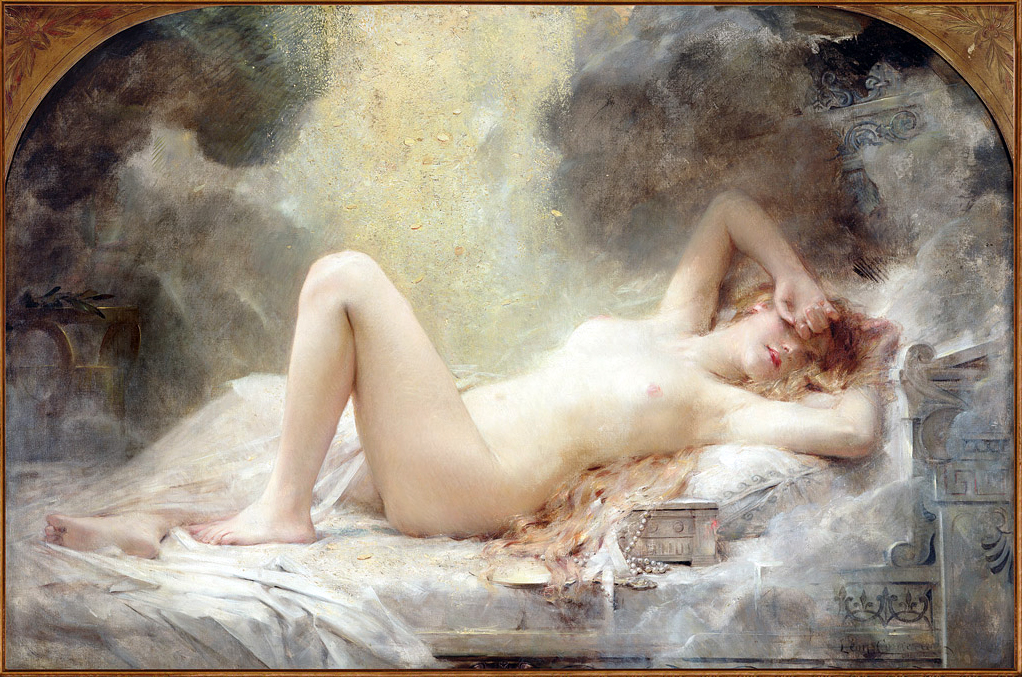
Danae e la pioggia d'oro
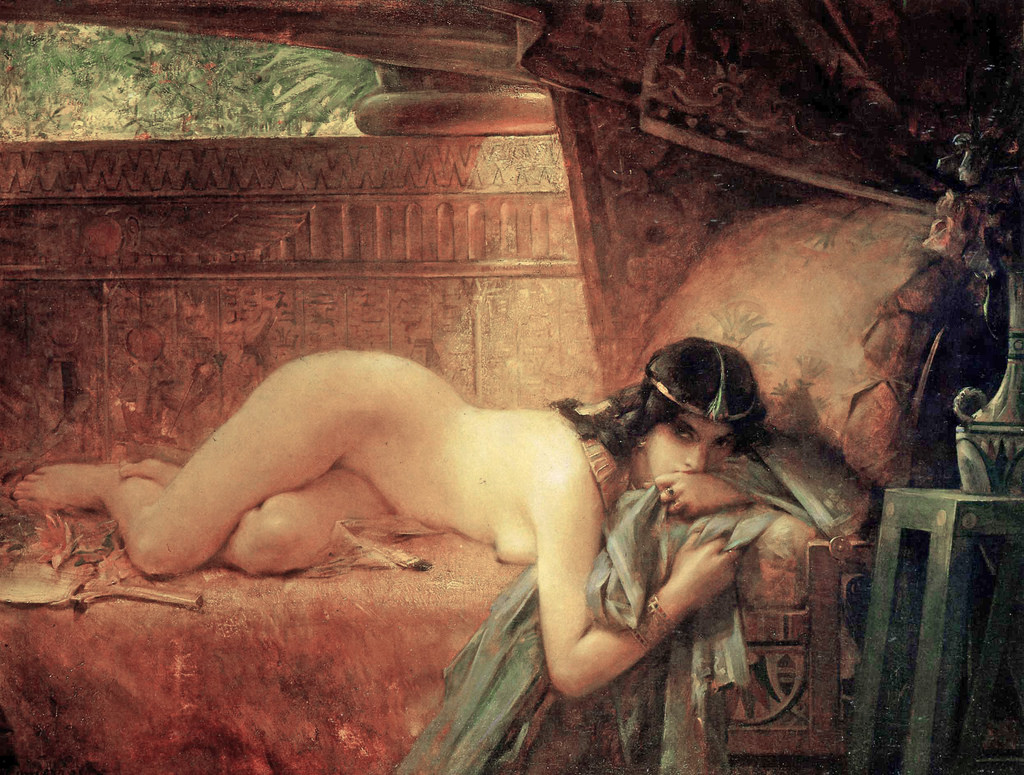
Il mantello leggendario
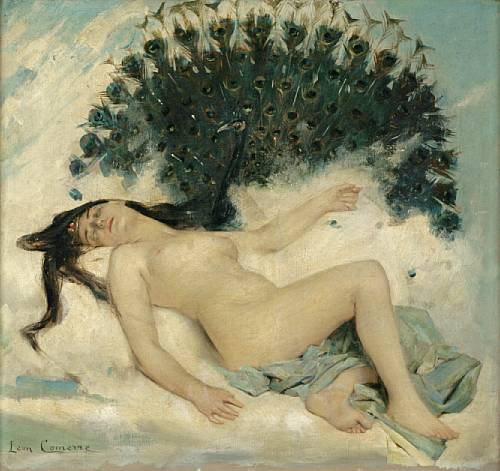
Donna che dorme con un pavone
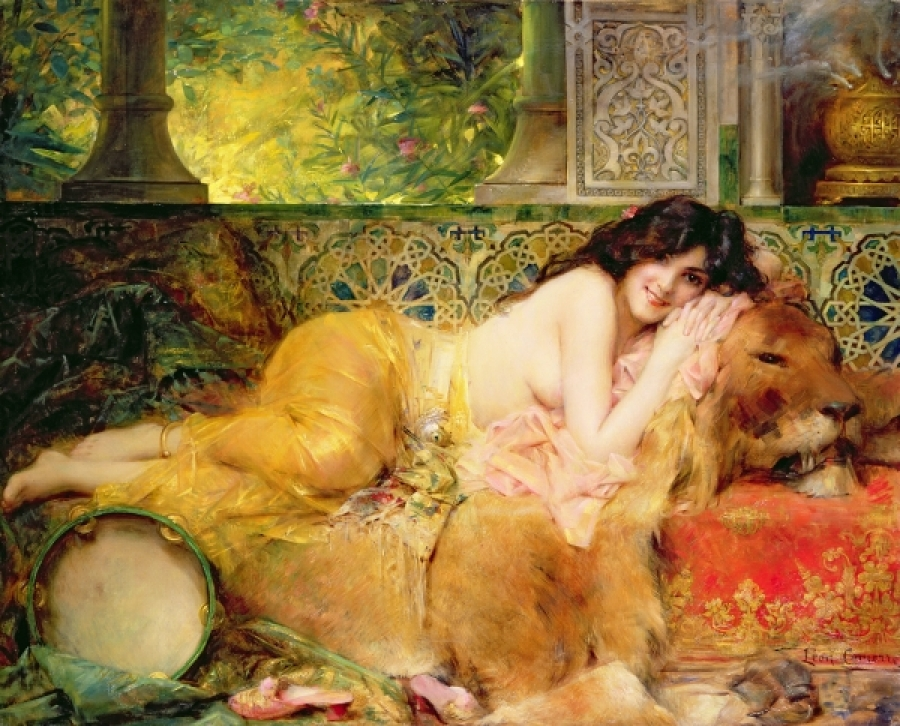
Haifa

## Altri progetti

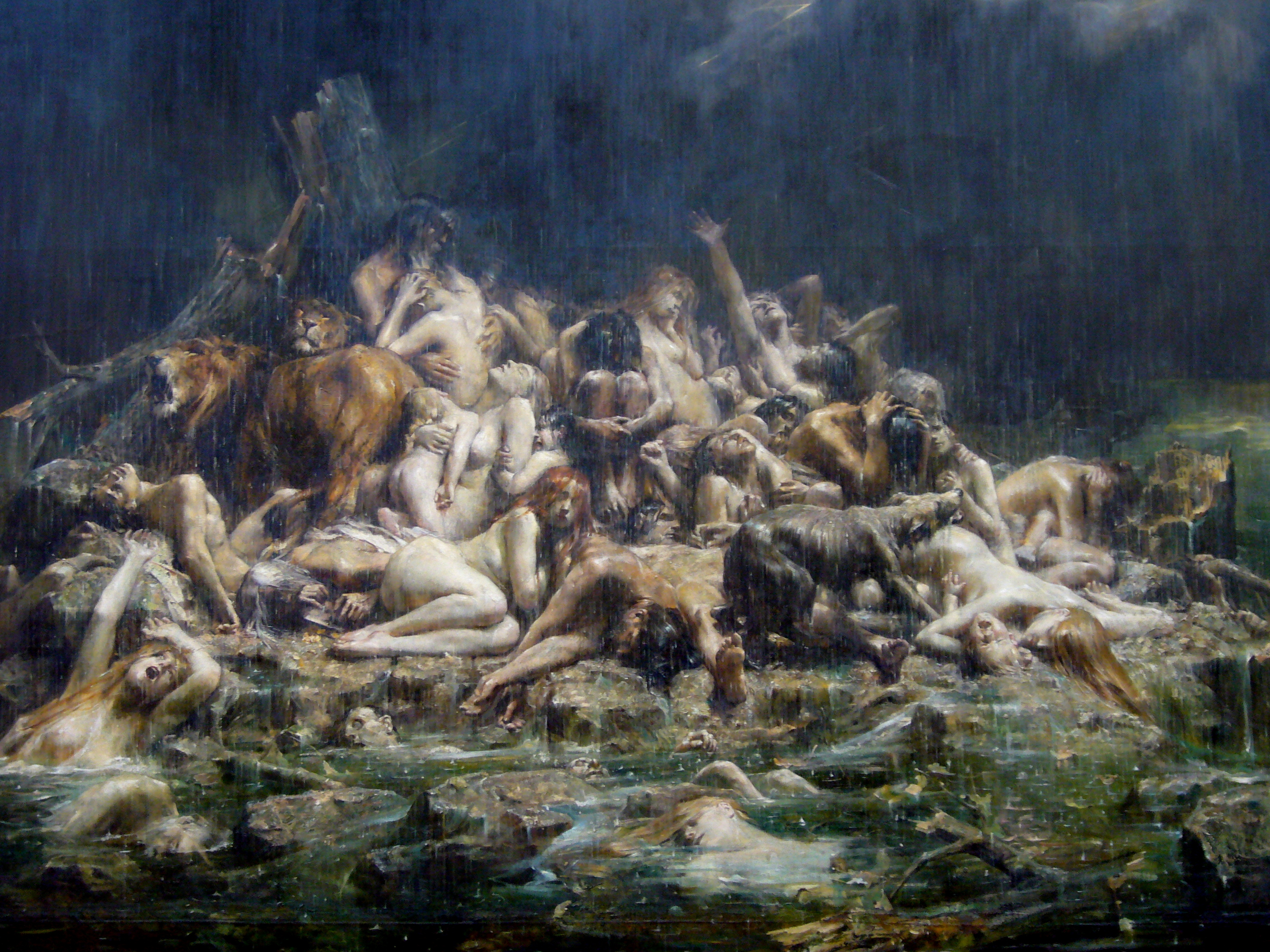
Il diluvio universale